# エド・ブラー
エドモンド・ウィルバー・ハドソン・“エド”・ブラー（Edmund Wilbur Hudson "Ed" Buller、1962年8月9日、イングランド・サリー郡ライゲート町生まれ）は、イギリス出身の音楽プロデューサー、音楽家である。
主にスウェード、パルプ、レインコーツ、ザ・コーティナーズなどのイギリスのバンドと仕事をしてきた。

## 来歴
作曲家の父ジョン・ブラーに連れられて、6歳の時にイーゴリ・ストラヴィンスキーのバレエ「春の祭典」を見たのがきっかけで音楽に興味を持つようになった。十代でザ・サイケデリック・ファーズにキーボード奏者として参加し、数年間ツアーに同行した。バンド脱退後は原盤制作を始め、ロンドンのスタジオを渡り歩き、最終的にはアイランド・レコードの専属エンジニアとなる。ブラーがプロデュースした最初の成功作は、1993年のスウェードのデビュー・アルバムで、全英アルバムチャートで第一位を獲得し、マーキュリー賞も受賞した。その間に2枚の第一位アルバム（スウェードの『カミング・アップ』とホワイト・ライズの『トゥ・ルーズ・マイ・ライフ』）を制作し、ブリット・アワードの最優秀プロデューサー賞にノミネートされるなど、活躍の場を広げている。1995年、フラッド、ゲイリー・スタウト、デイヴ・ベッセルとともに、アナログ・シンセを多用したプロジェクト「ノード」（Node）に取り組み、シングル・アルバム『ノード』（Node）を制作（2014年に続編『ノード2』（Node 2）をリリース）。
1998年、ブラーは米カリフォルニアのサンフランシスコ音楽院で作曲と管弦楽法を学んだ。
アンドリュー・クビシェフスキーとの共作で、t.A.T.u.の2枚目のアルバム『デンジャラス・アンド・ムーヴィング』（2005年）に収録された「ラブズ・ミー・ノット」と、3枚目のアルバム『ウェイスト・マネジメント』（2009年）に収録され、映画『ユー・アンド・アイ』の作品名にもなった「ユー・アンド・アイ」（You and I）を提供した。
最近では、イギリスのバンドのホワイト・ライズ、ザ・コーティナーズ、ザ・チーク、ワン・ナイト・オンリーのブリュッセルでのレコーディングや、2013年3月にスウェードの復活アルバム『ブラッドスポーツ』、2016年1月に同バンド7枚目のアルバム『夜の瞑想』を手がけている。